# Lessines
Lessines (neerlandeză Lessen, valonă Lissene) este un oraș francofon din regiunea Valonia din Belgia. Comuna Lessines este formată din localitățile Lessines, Bois-de-Lessines, Deux-Acren, Ghoy, Ogy, Ollignies, Papignies și Wannebecq. Suprafața sa totală este de 72,29 km². La 1 ianuarie 2008 comuna avea o populație totală de 18.146 locuitori. 

## Personalități
- René Magritte, pictor, născut la Lessines